# Distretto di Turgutlu
Il distretto di Turgutlu (in turco Turgutlu ilçesi) è uno dei distretti della provincia di Manisa, in Turchia.